# Rakhshan Banietemad

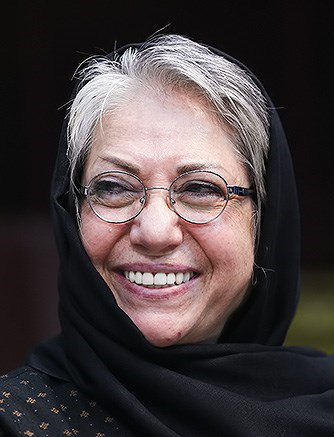
Rakhshan Banietemad (2014)

Rakhshan Banietemad (persisch رخشان بنی‌اعتماد Rachschan Banietemad, * 3. April 1954 in Teheran, Iran) ist eine iranische Filmregisseurin und Drehbuchautorin. Ihre Filme werden auf internationalen Festivals gezeigt und mit Auszeichnungen bedacht, sodass sie als „First Lady des iranischen Kinos“ angesehen wird.

## Leben
Banietemad kam in einer Mittelklasse-Familie zur Welt. Nach dem Willen ihrer Eltern sollte sie eigentlich einen Lehrerberuf ergreifen, sie zeigte jedoch schon in jungen Jahren mehr Interesse für die Welt des Films. So studierte sie das Filmfach und erlangte einen Bachelor of Arts der Universität Teheran.
Kurze Zeit danach begann Banietemad 1978 als Regisseurin von Fernsehdokumentationen bei dem iranischen Sender Islamic Republic of Iran Broadcasting (IRIB). Ihre Arbeiten befassten sich vorwiegend mit den sozialen und ökonomischen Problemen des Irans, wobei sie sich anfangs harter Kritik ausgesetzt sah. Ein Erfolg bei Kritikern und Publikum war ihr 1991 gedrehter Film Nargess. Auf dem Internationalen Fajr-Filmfestival erhielt sie hierfür den Preis für die beste Regiearbeit, der zum ersten Mal auf dem Festival an eine Frau verliehen wurde. Seitdem erhielt sie zahlreiche weitere Preise, wie 1995 den „Bronzenen Leoparden“ auf dem Locarno Festival für ihren Film The Blue-Veiled.
Generell werden ihre Filme als sozialkritische Dokumentationen angesehen, wobei sie versucht die Realität des iranischen Alltags wiederzugeben. Die Thematik der Filme dreht sich oft um Armut, Kriminalität, Scheidung, Polygamie, soziale Normen, kulturelle Tabus und die Unterdrückung von Frauen. Ihr Film Under the skin of the City (زیر پوست شهر, Zir-e poost-e shahr) von 2001 erhielt den Spezial-St. Georg-Preis (Sonderpreis der Jury) auf dem 23. Internationalen Moskauer Filmfestival. Im darauf folgenden Jahr war sie Mitglied der Jury dieses Festivals.
Mit dem 2002 entstandenen Film Our Times war Banietemad die erste Filmemacherin, die sich trotz Auflagen durch die Zensur explizit mit dem Iran-Irak-Krieg auseinandersetzte.
Das besondere Interesse von Banietemad gilt starken Frauenrollen, die sich mit sozialen Missständen auseinandersetzen. In ihren letzten Filmen sind dies Frauen aus der Unterschicht mit oft geringem Einkommen, deren starken Überlebenswillen sie als bewundernswerte Eigenschaft iranischer Frauen ansieht. Darüber hinaus stellen ihre Filme die Beziehungen zwischen Müttern und Kindern in den Mittelpunkt, was auch aus ihrer eigenen Erfahrung als Mutter herrührt.
Trotz der Dominanz starker weiblicher Protagonisten in ihrer Arbeit, sieht sie sich nicht als feministische Filmemacherin, ein Etikett, das ihr oft von westlichen Festivalveranstaltern angehängt wurde. Vielmehr liegt ihr Interesse in der Beschäftigung mit dem universellen Kampf der unteren Gesellschaftsschichten, losgelöst von ihrem Geschlecht.
Ihr Filmstil unterscheidet sich von anderen iranischen Regisseuren durch eine emotionalere und mehr am Theater orientierte Annäherung an das jeweilige Thema. Ihr spezieller Stil rührt von ihrer Leidenschaft her die Realität der iranischen Gesellschaft so genau wie möglich darstellen zu wollen. Gelegentlich lebt sie sogar unter den Umständen der Menschen, die in ihren Filmen eine Rolle spielen. So verbrachte sie, vor dem Dreh ihres Films Gilaneh, 1½ Jahre in dem Dorf Espili, wo sie das tägliche Leben der durch den 15 Jahre zurückliegenden Iran-Irak-Krieg in Mitleidenschaft gezogenen Bevölkerung beobachtete.
Im Januar 2020 wurde sie kurzzeitig, zusammen mit anderen Kunstschaffenden im Iran inhaftiert.

## Filmografie

### Spielfilme
- 1987: Off the Limits (Kharej az mahdudeh)
- 1988: Canary Yellow (Zard-e qanari)
- 1989: Foreign Currency (Pul-e khareji)
- 1991: Nargess
- 1994: The Blue Veiled (Rusari abi)
- 1997: The May Lady (Banu-ye ordibehesht)
- 1998: Baran and the Native (Baran va bumi), Teil von Kish
- 2000: Under the Skin of the City (Zir-e pust-e shahr)
- 2005: Gilaneh
- 2006: Mainline (Khun bazi)
- 2014: Tales (Ghessehha)

### Dokumentarfilme
- 1979:	The Culture of Consumption (Farhang-e masrafi)
- 1980:	Occupation of Migrant Peasants in the City (Mohajerin-e roustai dar shahr)
- 1981:	The War Economic Planning (Tadbirha-ye eqtesadi-e jang)
- 1982:	Centralization (Tamarkoz)
- 1992:	The 1992 Report (Gozaresh-e 71)
- 1993:	Spring to Spring (Bahar ta bahar)
- 1994:	To Whom Do You Show These Films? (In filmha ra beh ki neshun midin?)
- 1995:	The Last Visit with Iran Daftari (Akharin didar ba Iran Daftari)
- 1996:	Under the Skin of the City (Zir-e pust-e shahr)
- 2002:	Our Times… (Ruzegar-e ma…)
- 2007:	Persian Carpet (Farsh-e Iran), segment
- 2009:	We Are Half of Iran’s Population (Ma nimi az jameiat-e Iranim)
- 2009:	Angels of the House of Sun (Hayat khalvate khaneh khorshid)
- 2010:	I’ll see you Tomorrow Elina (Farda mibinamet Elina)
- 2012:	The Room No. 202 (Otahgh-e 202)  Teil von Kahrizak 4 Views
- 2014:	Mahak My Home (Khaneh man Mahak), Gruppenarbeit
- 2014:	Keep Children in School (Bacheh ha ra dar madreseh negahdarim), Gruppenarbeit
- 2015:	One Hour in a Lifetime (Yek saat az yek omr)
- 2015:	All My Trees (Hameh derakhtan-e man)
- 2015:	The Other Side Of Mirrors (An sooy-e ayeneh ha)
- 2016: Hey Humans (Ay Adamha)

## Auszeichnungen
- Bronzener Leopard, 48. Locarno Film Festival (für The Blue-Veiled)
- Prinz-Claus-Preis, 1998
- Best Achievement in Directing, Asia Pacific Screen Awards (für Mainline)[8]
- Ehrendoktorwürde der School of Oriental and African Studies der Universität London (2008)[9]
- Best Screenplay Award, 71. Internationale Filmfestspiele von Venedig (für Tales)[10]